# Челищев, Николай Фёдорович
Николай Фёдорович Челищев (род. 9 июня 1933, Муром, Горьковский край) — российский учёный, доктор геологических наук, профессор, лауреат Государственной премии СССР и премии им. Ферсмана АН СССР.

## Биография
Родился в Муроме. Отец, Фёдор Алексеевич, работал в Институте истории, философии и литературы. Мать, Ольга Александровна, — медсестра.
а 1934-м году переехал с родителями в село Норское, а в 1939 г. в Мытищи После начала войны эвакуировались во Владимир. С 1947 г. жили на пл. 57 км Ярославской железной дороги.
В 1952 году с серебряной медалью окончил Хотьковскую среднюю школу, в 1958 году — Московский геологоразведочный институт, геофизический факультет (учился 6 с половиной лет).
До 1995 года работал в Институте минералогии, геохимии и кристаллохимии редких элементов АН СССР (ИМГРЭ): младший научный сотрудник, старший научный сотрудник, начальник отдела.
На геологическом факультете МГУ читал курс лекций «Технологическая минералогия» (до 1989).
В 1964 году защитил кандидатскую диссертацию на тему «Пегматиты основных и ультраосновных пород». В 1972 году защитил докторскую диссертацию. На её основе издал книгу «Ионообменные свойства минералов», за которую получил Премию им. Ферсмана АН СССР.
За работы по изучению природных цеолитов в 1990 году получил (в составе коллектива) Государственную премию СССР.
С 1995 г. живёт в Лондоне.

## Публикации
- Цеолиты — новый тип минерального сырья / Н. Ф. Челищев, Б. Г. Беренштейн, В. Ф. Володин. — М. : Недра, 1987. — 175 с.
- Использование природных цеолитов для извлечения кислых газов, редких и цветных металлов из промышленных отходов [Текст] : Обзор / Н. Ф. Челищев, Б. Г. Беренштейн, В. И. Смола. — М. : ВИЭМС, 1977. — 54 с. — (Геология, методы поисков и разведки месторождений неметаллических полезных ископаемых / ВНИИ экономики минер. сырья и геол.-развед. работ, Отрасл. центр НТИ).
- Сорбционные свойства океанических железомарганцевых конкреций и корок / Н. Ф. Челищев, Н. К. Грибанова, Г. В. Новиков; Ин-т минералогии, геохимии и криссталлохимии редких элементов. — М. : Недра, 1992. — 316 с. — ISBN 5-247-03055-9
- Ионообменные свойства минералов [Текст] / АН СССР. М-во геологии СССР. Ин-т минералогии, геохимии и кристаллохимии редких элементов. — М. : Наука, 1973. — 203 с.